# John van Hengel
John van Hengel (*  21. Februar 1923 in Waupun, Wisconsin; † 5. Oktober 2005 in Phoenix, Arizona) war US-amerikanischer Aktivist und Unternehmer. Er war der Gründer von Feeding America, ehemals America’s Second Harvest im Jahre 1976.
John van Hengel gründete 1967 in Phoenix, Arizona die St. Mary’s Food Bank: ein erster Ansatz, überschüssige Lebensmittel an Bedürftige weiterzugeben.
Diese Initiative „Tafel“ hat sich weltweit ausgedehnt und engagiert sich in der Versorgung Bedürftiger.